# Benjaminas Zelkevičius
Benjaminas Zelkevičius (Kaunas, 6 febbraio 1944) è un allenatore di calcio ed ex calciatore lituano, fino al 1990 sovietico.

## Carriera

### Calciatore
La sua carriera di calciatore si svolse quasi esclusivamente nel Žalgiris Vilnius, in cui militò per dieci stagioni consecutive salvo una parentesi nel 1968 allo Šachtar, squadra con cui ebbe modo di disputare diciannove partite della massima divisione sovietica.

### Allenatore
A partire dal 1977 Zelkevičius assunse la guida tecnica del Žalgiris Vilnius, mantenendola ininterrottamente fino al 1990, escludendo un periodo di inattività tra il 1983 e il 1985: durante questo periodo la squadra ottenne i migliori risultati della sua storia tra cui un terzo posto nella stagione 1987 che valse la qualificazione alla Coppa UEFA.
Dopo aver ricoperto incarichi dirigenziali nel corso degli anni novanta (nel 1992 lavorò nel settore tecnico dell'Austria Vienna mentre nel 1998 passò al Rotor), a partire dal 1999 riprese l'attività di allenatore assumendo la guida tecnica di squadre militanti nelle serie inferiori russe (tra cui il Luč-Energija e il Baltika Kaliningrad)

## Statistiche

### Presenze e reti nei club[1]
| Stagione                | Squadra                 | Campionato              | Campionato | Campionato | Coppe nazionali | Coppe nazionali | Coppe nazionali | Totale | Totale |
| Stagione                | Squadra                 | Comp                    | Pres       | Reti       | Comp            | Pres            | Reti            | Pres   | Reti   |
| ----------------------- | ----------------------- | ----------------------- | ---------- | ---------- | --------------- | --------------- | --------------- | ------ | ------ |
| 1961                    | Banga Kaunas            | KB                      | 1          | 0          | CU              | 0               | 0               | 1      | 0      |
| 1962                    | Banga Kaunas            | KB                      | 1          | 0          | CU              | 1               | 0               | 2      | 0      |
| Totale Banga Kaunas     | Totale Banga Kaunas     | Totale Banga Kaunas     | 2          | 0          |                 | 1               | 0               | 3      | 0      |
| 1963                    | Žalgiris                | KB                      | 19         | 0          | CU              | 1               | 0               | 20     | 0      |
| 1964                    | Žalgiris                | KB                      | 34         | 5          | CU              | 3               | 1               | 37     | 6      |
| 1965                    | Žalgiris                | KB                      | 31         | 12         | CU              | 1               | 0               | 32     | 12     |
| 1966                    | Žalgiris                | KB                      | 35         | 5          | CU              | 2               | 0               | 37     | 5      |
| 1967                    | Žalgiris                | KB                      | 31         | 1          | -               | -               | -               | 31     | 1      |
| 1968                    | Šachtar                 | PGA                     | 19         | 3          | CU              | 2               | 0               | 21     | 3      |
| 1969                    | Žalgiris                | VGA                     | 43         | 9          | -               | -               | -               | 43     | 9      |
| 1970                    | Žalgiris                | PGA                     | 41         | 4          | CU              | 5               | 0               | 46     | 4      |
| 1971                    | Žalgiris                | PL                      | 42         | 5          | CU              | 2               | 1               | 43     | 6      |
| 1972                    | Žalgiris                | VL                      | 36         | 9          | -               | -               | -               | 36     | 9      |
| 1973                    | Žalgiris                | VL                      | 19         | 2          | -               | -               | -               | 19     | 2      |
| Totale Žalgiris Vilnius | Totale Žalgiris Vilnius | Totale Žalgiris Vilnius | 331        | 50         |                 | 14              | 2               | 345    | 52     |
| Totale Carriera         | Totale Carriera         | Totale Carriera         | 352        | 53         |                 | 17              | 2               | 369    | 53     |

## Palmarès

### Giocatore
- Calciatore lituano dell'anno: 2

1971, 1972

### Allenatore

#### Competizioni nazionali
- Coppa di Lituania: 2

Zalgiris Kaunas: 1993, 1994

#### Competizioni internazionali
- Baltic League: 1

Zalgiris Kaunas: 1990